# Осман Хубієв
Осман Хубієв (17 лютого 1918 — 28 березня 2003) — карачаївський письменник.

## Біографія
Народився в аулі Верхня Теберда (нині Карачаєво-Черкесія). У 1933 році закінчив школу, потім вступив на робітфак. Працював в газеті «Къызыл Къарачай». Брав участь у Великій Вітчизняній війні. У 1944—1957 роках був у депортації, в ході якої працював учителем.
У 1938 році вийшла повість «Абрек» про боротьбу за Радянську владу на Кавказі. У післявоєнній період Хубієвим були створені такі твори, як роман-трилогія «Аманат» про Велику вітчизняну війну, «Люди» («Адамла») і багато інших.

Перекладав твори Тараса Шевченка.